# 埃里希·里贝克
埃里希·里贝克（德語：Erich Ribbeck，1937年6月13日—），德国足球运动员、教练。他曾在1998年至2000年间担任德国国家足球队主教练，期间曾率领队伍参加2000年欧洲足球锦标赛。